# Morgan Parra
Pour les articles homonymes, voir Parra.

a Compétitions nationales et continentales officielles uniquement.

b Matchs officiels uniquement.
Dernière mise à jour le 3 juin 2023.
Morgan Parra, né le 15 novembre 1988 à Metz (Moselle), est un joueur international français de rugby à XV évoluant principalement au poste de demi de mêlée.
Né d'un père rugbyman, Morgan Parra pratique très jeune le rugby à XV. Il commence sa carrière professionnelle en 2006 avec le CS Bourgoin-Jallieu. Trois ans plus tard, il s'engage avec l'ASM Clermont Auvergne avec laquelle il remporte le championnat de France en 2010 et en 2017 et est finaliste en 2015 et 2019. Il remporte également le Challenge européen en 2019 mais échoue trois fois (2013, 2015 et 2017) en finale de Coupe d'Europe.
Repéré par le sélectionneur Marc Lièvremont, il fait ses débuts avec le XV de France en 2008 et s'impose comme le demi de mêlée titulaire lors du Grand Chelem réalisé dans le Tournoi des Six Nations en 2010. Lors de la Coupe du monde 2011, il est replacé comme ouvreur jusqu'en finale où les Tricolores s'inclinent d'un point contre la Nouvelle-Zélande (8-7). Les années suivantes sont marquées par une nette baisse des résultats de l'équipe française. Parra dispute à nouveau le Mondial en 2015 (élimination en quart de finale) mais n'est pas retenu en 2019. Au total, il compte 71 sélections et 370 points marqués faisant de lui l'un des meilleurs buteurs des Bleus.
Après treize ans passés à l'ASM Clermont, Morgan Parra dispute une ultime saison au Stade français Paris avant de prendre sa retraite en 2023 et de se reconvertir dans le staff du club.

## Biographie

### Premières années
D'origine portugaise par son père, Morgan Parra est né le 15 novembre 1988 à Metz où il est très tôt plongé dans le rugby au contact de son père, figure emblématique du rugby messin. Il commence le rugby à quatre ans et demi et dispute ses premiers matchs à six ans. Devenir joueur de rugby devient très tôt son rêve et, à 14 ans seulement, il prend la direction d'un sport-études à Dijon où il intègre le pôle espoirs.
Après des débuts avec les Espoirs de Dijon, Morgan Parra est sollicité par le Montpellier RC et l'USAP mais rejoint finalement le CS Bourgoin-Jallieu en 2005. Alors qu'il évolue avec les Espoirs berjalliens, le CSBJ demande une dérogation à la ligue du rugby afin de pouvoir le faire jouer avec l'équipe première avant sa majorité mais cette demande n'aboutit pas.

### Parcours berjallien et premières capes (2006-2009)

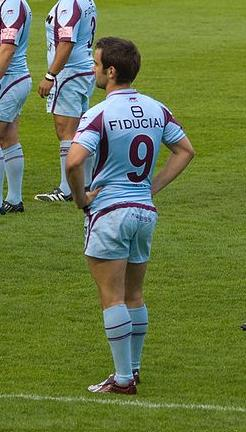
Morgan Parra dispute la finale du Challenge européen 2008-2009 avec le CS Bourgoin-Jallieu

Morgan Parra dispute son premier match avec l'équipe première de Bourgoin le 18 novembre 2006 face à Agen. Quelques semaines plus tard, il fait ses débuts en Coupe d'Europe face aux Leicester Tigers le 8 décembre 2006. Au fil des matchs, il gagne sa place au sein du club de l'Isère jusqu'à en devenir le demi de mêlée incontesté. Il est parfois sollicité à l'ouverture. Lors de sa première saison avec les Ciel et grenat, le CSBJ est éliminé en poule. Côté championnat, le club termine sixième de la phase régulière.
Morgan Parra honore sa première cape en équipe de France à 19 ans le 3 février 2008 contre l'équipe d'Écosse dans le cadre du Tournoi des Six Nations. Il participe à trois rencontres du Tournoi et se fait remarquer lors de sa première titularisation face à l'Angleterre. Il incarne alors la nouvelle génération du rugby français et l'on parle même de lui comme le successeur de Jean-Baptiste Élissalde. La France termine troisième du Tournoi.
En club, les Ciel et grenat signent leur plus mauvaise saison depuis 2001-2002. Le CSBJ est éliminé en poule de la Coupe d'Europe et termine neuvième de la phase régulière du championnat. Cette neuvième place n'est pas suffisante pour une place en Coupe d'Europe pour la saison suivante et Bourgoin ne participera pas à la compétition pour la première fois depuis sept ans. Alors que les plus grands clubs le convoitent à la suite de son entrée réussie sur la scène internationale, Parra décide de rester à Bourgoin pour la saison 2008-2009. En mai, il participe au Championnat du monde juniors 2008 au pays de Galles en tant que capitaine mais une blessure contractée à la main l'empêche de mener les Bleuets jusqu'au bout de la compétition. La France est éliminée en poule et termine sixième.
Quelques mois plus tard il est à nouveau appelé avec l'équipe première du XV de France afin de prendre part aux test-matchs d'automne. Lors de la première rencontre contre l'Argentine, il rentre en fin de match mais contracte à nouveau une importante blessure à la main qui l'éloigne des terrains pendant un mois. Retenu afin de disputer le Tournoi des Six Nations 2009, il participe aux cinq rencontres dont trois fois en tant que titulaire et signe une bonne performance à chaque confrontation. Ce Tournoi révèle ses facilités de jeu mais aussi les prémices d'une personnalité et d'un charisme digne d'un grand demi de mêlée. En club, la saison 2008-2009 s'avère mouvementée puisque le CSBJ lutte jusqu'aux dernières journées pour le maintien en Top 14 mais atteint tout de même la finale du Challenge européen. Morgan Parra prend une grande part au beau parcours des Berjalliens dans cette compétition en inscrivant 58 points dont 3 essais. Il signe notamment une demi-finale impeccable et un sans faute au pied (5/5) contre les Anglais de Worcester . Le CSBJ s'incline finalement en finale contre les Northampton Saints. Parra y contracte une importante blessure à l'épaule à la suite d'un plaquage violent de Courtney Lawes qui l'oblige à quitter prématurément le terrain. Cette blessure le prive de tournée d'été avec l'équipe de France.
Après trois saisons avec Bourgoin, Morgan Parra souhaite donner une nouvelle dimension à sa carrière et signe avec l'ASM Clermont Auvergne.

### Grand chelem et champion de France (2009-2010)

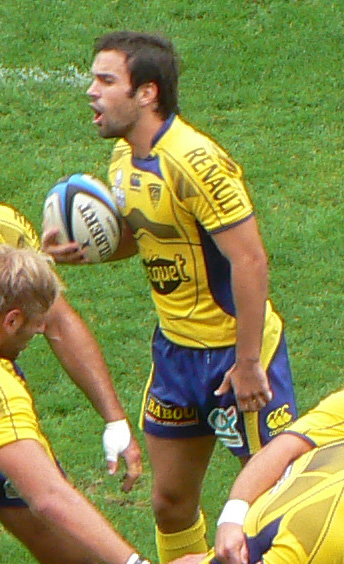
Morgan Parra avec l'ASM Clermont Auvergne en septembre 2009

En 2009, Morgan Parra signe pour quatre saisons avec l'ASM Clermont Auvergne. Il a alors 20 ans. Un choix de carrière signifiant ses ambitions et sa volonté de relever de nouveaux défis. Cependant il entame difficilement sa première saison avec les Jaunes et bleus à cause des suites de sa blessure en finale du Challenge européen avec Bourgoin. D'autre part, ce même début de saison se fait dans l'ombre de l'ancien demi de mêlée emblématique de l'ASM Pierre Mignoni. Après une période d'adaptation, Parra prend peu à peu ses marques jusqu'en décembre où il signe son match référence : une rencontre de Coupe d'Europe remportée contre les Leicester Tigers où il inscrit un essai,. Dès lors, il enchaîne les grosses performances et s'impose en tant que titulaire incontournable de l'ASM. Entre-temps, il est retenu pour disputer les test-matchs d'automne avec le XV de France. Julien Dupuy lui étant préféré, il dispute deux des trois rencontres en tant que remplaçant. En janvier, l'ASM se qualifie pour les quarts de finale de la Coupe d'Europe, assurant Morgan Parra de disputer les phases finales de cette compétition pour la première fois de sa carrière.

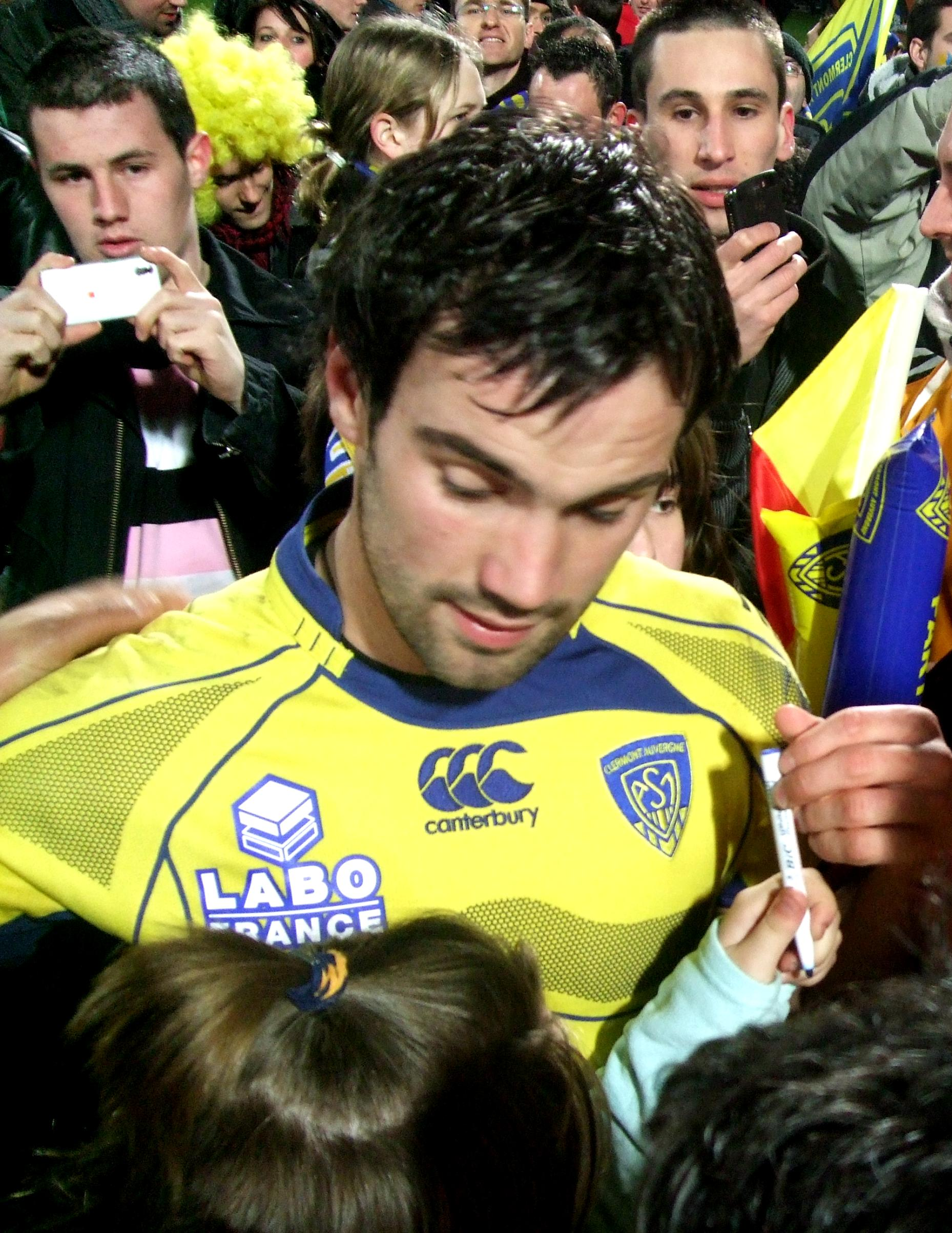
Morgan Parra contre USAP en 2010

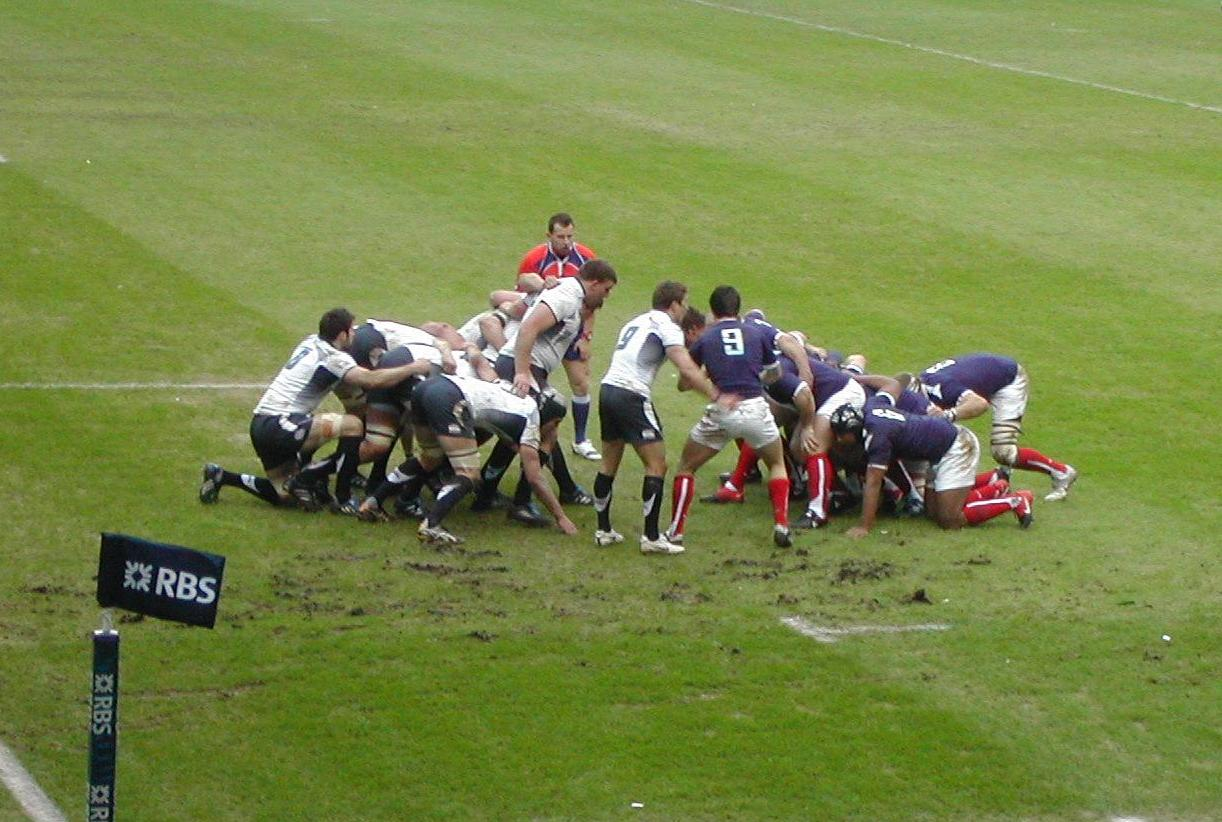
Morgan Parra (numéro 9 bleu) introduit en mêlée face à l'Écosse lors du Tournoi des Six Nations 2010

Le Tournoi des Six Nations 2010 marque un tournant dans la carrière internationale de Morgan Parra. De retour à son meilleur niveau après ses débuts à Clermont, il devient titulaire de l'équipe de France et remporte le Grand Chelem, le premier titre de sa carrière. Il s'affirme au poste de demi de mêlée et mène de main de maître son paquet d'avants en alliant force de caractère et autorité. Lionel Nallet, homme fort du pack français, le décrit avec humour comme « un petit chef autoritaire et sûr de lui, hargneux et gueulard »,. L'ex-capitaine des Bleus voit en Parra le grand demi de mêlée dont le XV de France a besoin. Avec l'ouvreur François Trinh-Duc, il met en place une complicité et présente une charnière aboutie. Seuls quelques mauvais choix de jeu au pied ou de passes lui sont reprochés en début de compétition. Sur l'ensemble du Tournoi, Parra prend grande part au jeu au pied français et endosse avec brio les responsabilités du buteur, un rôle dans lequel il s'avère indispensable. Avec 61 points inscrits, il est le meilleur réalisateur du Tournoi à égalité avec le Gallois Stephen Jones. Morgan Parra est nommé pour le titre de meilleur joueur du Tournoi des Six Nations 2010 mais c'est finalement l'Irlandais Tommy Bowe qui est désigné,.
Quelques semaines plus tard, l'ASM assure sa place en phases finales du championnat de France ce qui constitue une première pour Parra au même titre qu'en Coupe d'Europe. Les Jaunards échouent en quart de finale de cette dernière contre les tenants du titre irlandais du Leinster. Cette défaite est imputée à la contre-performance de l'ouvreur de Clermont, Brock James, problème récurrent pour l'Australien lors des grands rendez-vous, qui manque 23 points au pied lors de cette rencontre. En manque de confiance lors des matchs suivants, il bute alternativement avec Parra, qui termine la phase régulière du championnat avec un taux exceptionnel de 87,76 % de réussite. Lors du barrage pour la demi-finale du championnat de France, alors que le pied de Brock James défaille à nouveau, Parra prend finalement le relais et signe un 5/5 au pied pour 15 points inscrits avec beaucoup de sang-froid. Indispensable à la victoire des Jaunards, il fait un très grand match, aussi bien au pied que dans le jeu courant mais également de par son attitude charismatique qui mène l'équipe avec succès,. À l'issue du match de barrage, Morgan Parra est promu buteur numéro 1 de l'ASM à la place de Brock James. Du jamais vu pour l'ouvreur australien pourtant incontesté depuis 2006. En ayant raison du RC Toulon en demi-finale et tandis que Brock James met fin à une longue période de doute, l'ASM se qualifie pour une quatrième finale de championnat consécutive, la onzième au total et ce sans jamais l'avoir remporté. Face aux tenants du titre de l'USA Perpignan, Parra est très attendu et répond présent en signant un match pratiquement irréprochable. Les Jaunards s'imposent et sont sacrés champions de France pour la première fois de leur histoire. Morgan Parra est élu meilleur joueur de la saison 2009-2010, succédant ainsi à son coéquipier fidjien Napolioni Nalaga.

### Coupe du monde 2011
Après avoir de nouveau été titularisé dans le Tournoi des Six Nations, Morgan Parra est appelé par son sélectionneur national, Marc Lièvremont, pour participer à la coupe du monde 2011 qui se disputera en Nouvelle-Zélande. Dans la liste des sélectionnés, figurent aussi Dimitri Yachvili, David Skrela et François Trinh-Duc aux deux postes de la charnière.
L'équipe de France entame la compétition en battant le Japon (47-21). Morgan Parra commence le match sur le banc, comme David Skrela. Mais ce dernier se blesse dix minutes après son entrée en jeu et dois déclarer forfait pour le reste de la compétition. Le staff du XV de France décide alors d'appeler pour la première fois le jeune demi de mêlée du Stade toulousain, Jean-Marc Doussain. La semaine suivante, Morgan Parra est titularisé à la mêlée pour la rencontre face au Canada (46-19) et occupe le poste d'ouvreur en fin de partie après la rentrée de Dimitri Yachvili à la place de François Trinh-Duc. Ce dernier ne convainquant pas le sélectionneur, Morgan Parra est titularisé pour la première fois au poste de demi d'ouverture lors du match suivant contre le pays hôte, la Nouvelle-Zélande (défaite 37-17). Il reste à cette position durant toutes les phases finales.
Alors qu'il est l'élément moteur de son équipe, il doit quitter la finale à la 12e minute de jeu, victime d'une agression du capitaine Néo Zélandais Richie Mc Caw. Il devient tout de même vice-champion du Monde.

### L'ère Philippe Saint-André (2011-2015)

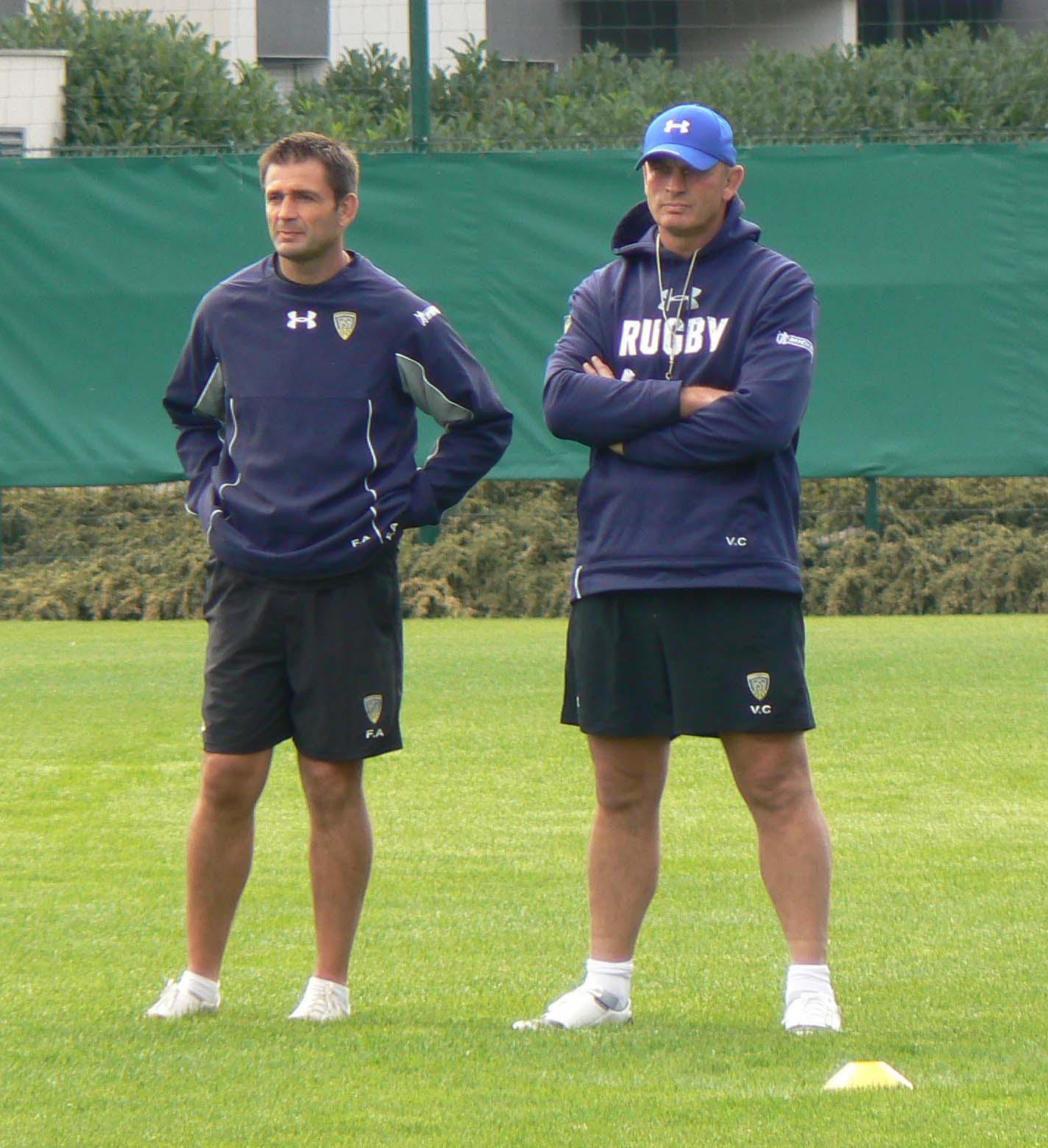
Morgan Parra est entraîné par Vern Cotter (à droite) de 2009 à 2014 et par Franck Azéma (à gauche) de 2010 à 2021.

Morgan Parra s'est imposé en tant que demi de mêlée titulaire aux côtés de Brock James à Clermont-Ferrand. Alors qu'il s'avançait comme un cadre en équipe de France, les quatre ans du mandat de Philippe Saint-André sont plus contrastés.
En 2012, il n'est titulaire dans le Tournoi des Six Nations, aux côtés de François Trinh-Duc, qu'en alternance avec Dimitri Yachvili et Julien Dupuy. Le premier étant en fin de carrière et le second peinant à convaincre le sélectionneur, le staff tricolore lance en suivant Maxime Machenaud, avec qui il se partage le temps de jeu et les titularisations dans le Tournoi suivant.
La saison 2013-2014 est encore plus compliquée. Titulaire en Novembre avec les Bleus, en concurrence avec Thierry Lacrampe et Ludovic Radosavljevic, il perd du terrain en club étant suspendu 4 semaines pour avoir commis un mauvais geste dans un match contre l'Union Bordeaux Bègles. Il se blesse peu de temps après son retour en club. Il se remet plus tôt que prévu, mais n'est pas sélectionné dans un premier temps pour le Tournoi des Six Nations. Toutefois, à la suite des difficultés de Maxime Machenaud et Jean-Marc Doussain, il est finalement rappelé. Il ne pourra pas honorer son retour, étant à nouveau suspendu pour un mauvais geste.
La saison suivante, il se blesse juste avant les tests matchs, laissant la place à Sébastien Tillous-Borde et Rory Kockott. Quand il reprend, il retrouve vite son meilleur niveau et dispute, en année de coupe du monde, les trois premiers matchs du Tournoi des Six Nations, mais il se blesse à nouveau.
Il est ensuite sélectionné pour la Coupe du monde. Alors que Sébastien Tillous-Borde commence la compétition comme titulaire, c'est lui qui joue le 1/4 de finale perdu lourdement face aux All Blacks.

### Retour en club et second titre avec l'ASM
Il n'entre pas dans les plans de Guy Novès, successeur de Philippe Saint-André.
Lors de la finale du championnat 2016-2017 opposant l'ASM au RC Toulon, il contribue à la victoire des siens et est nommé homme du match. C'est la deuxième fois que le club auvergnat soulève le Bouclier de Brennus, après avoir été 14 fois en finale.
Jacques Brunel, nommé sélectionneur le 27 décembre 2017, le sélectionne pour préparer le Tournoi des Six Nations 2018. Non préservé par son club, il doit cependant déclarer forfait pour le début de la compétition, victime d'une blessure récurrente à un ménisque. Il doit finalement renoncer à l'ensemble de la compétition, devant subir une arthroscopie.
Au début de la saison 2018-2019, il est désigné capitaine officiel de l'ASM Clermont par Franck Azéma. Après une saison 2019-2020 stoppé par la Pandémie de Covid-19, il reprend le chemin des terrains toujours sous les couleurs de l'ASM Clermont Auvergne pour la saison 2020-2021. Il est cette fois en concurrence, pour le poste de demi de mêlée avec le nouvel arrivant au club, Sébastien Bézy . Son expérience et sa constance lui permettent de rester un cadre de l'équipe. Buteur le plus utilisé, il bat entre février et octobre 2021 le record de coups de pied réussis d'affilée en Top 14 (48). Ce record était précédemment détenu par son ancien coéquipier Brock James, avec 42 réalisations de suite sur la saison 2008-2009.

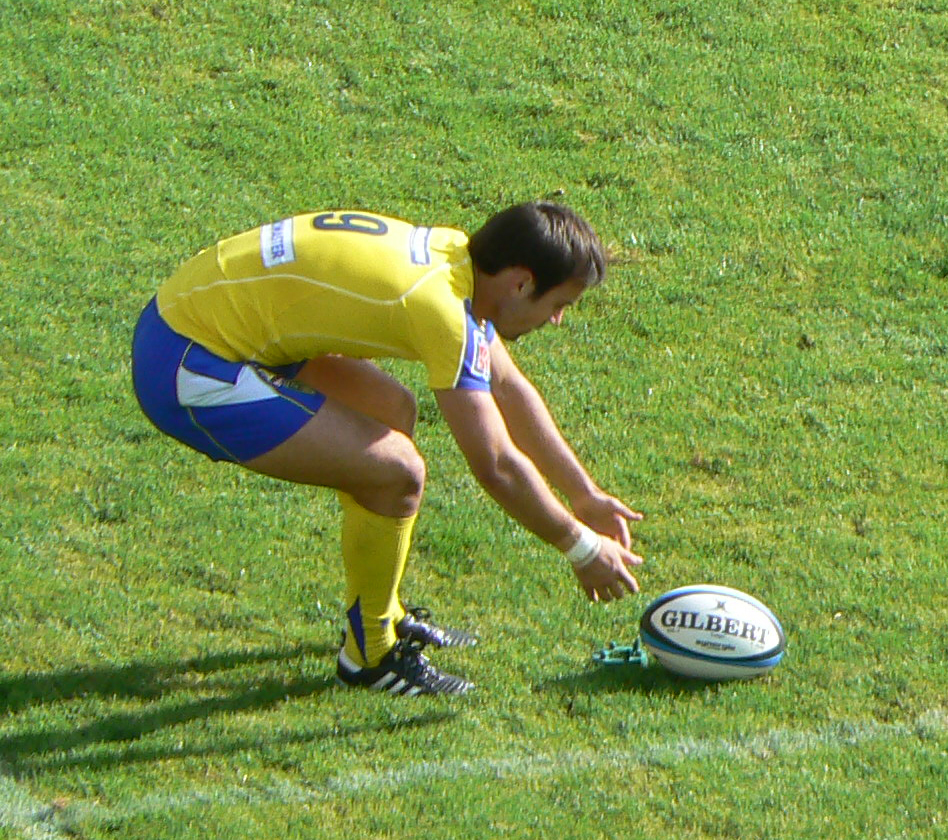
Morgan Parra tente une pénalité en faveur de l'ASM
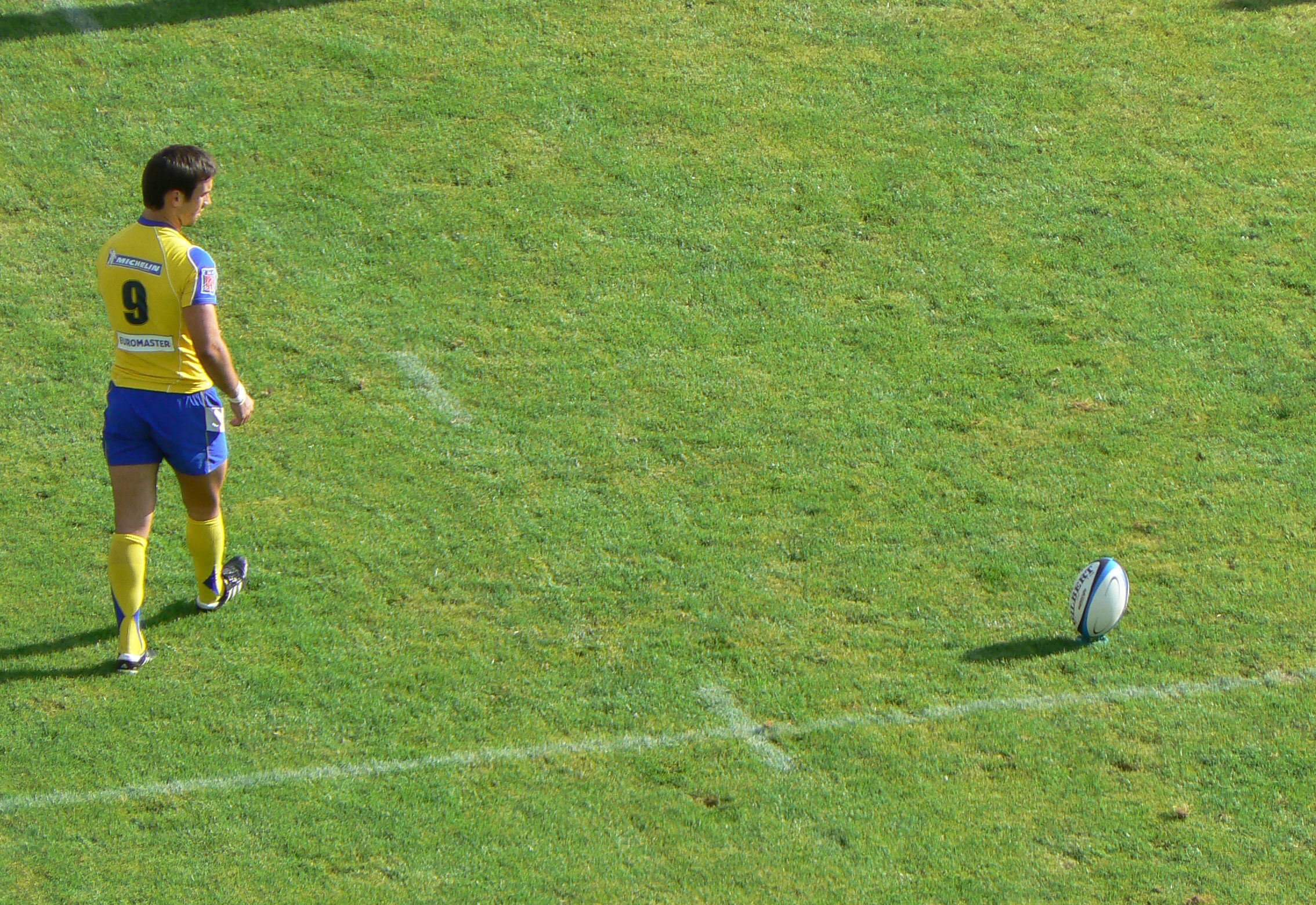
Clermont Auvergne le 28 août 2010
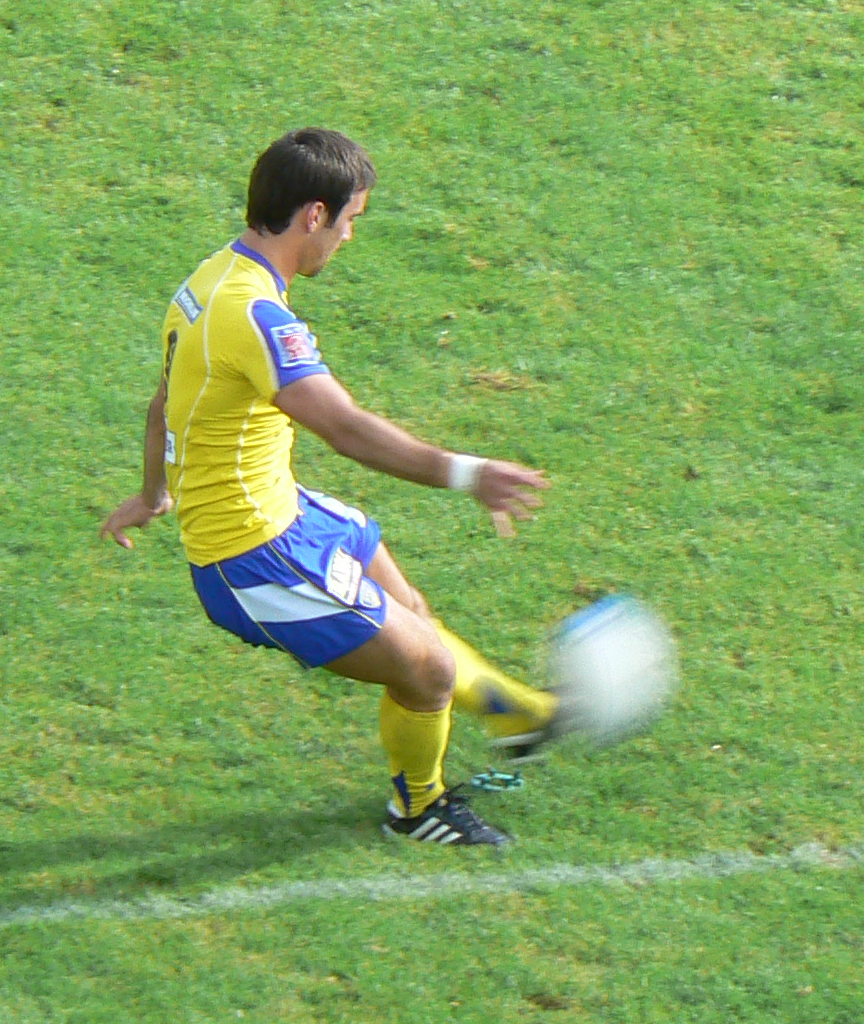

### Dernière saison au Stade Français
Au terme de la saison 2021-2022, il quitte l'effectif clermontois, après treize années de loyaux services, pour rejoindre l'équipe du Stade Français où il a signé pour deux ans et pour connaître une dernière aventure sportive.
Il prend finalement sa retraite en juin 2023, après seulement une saison à Paris.

### Reconversion comme entraîneur
Après sa retraite sportive, il intègre dès la saison suivante le nouveau staff technique du Stade Français sous la direction de Laurent Labit. Il est entraîneur adjoint chargé de l'attaque et du jeu au pied.

## Palmarès

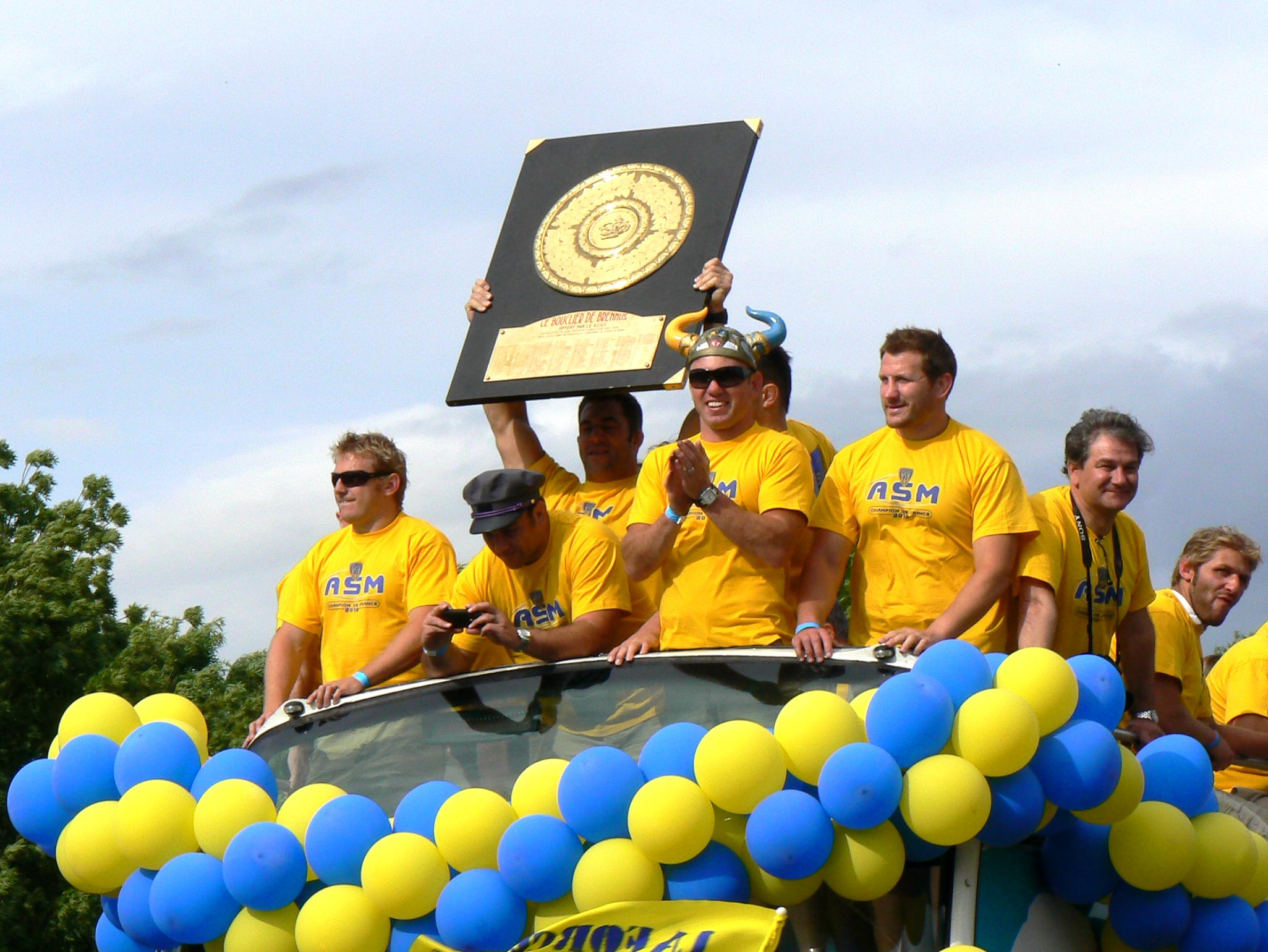
Le triomphe des joueurs de l'ASM Clermont Auvergne, champions de France 2010

À 32 ans, Morgan Parra a remporté trois titres majeurs, l'un en équipe nationale et deux en club. Avec le XV de France, il remporte le Tournoi des Six Nations 2010 en réalisant le Grand Chelem. La même année, il devient champion de France avec l'ASM Clermont Auvergne et est élu meilleur joueur de la saison.
En 2017, Il remporte à nouveau le bouclier de Brennus avec l'ASM Clermont Auvergne.

### En club
- CS Bourgoin-Jallieu
  - Finaliste du Challenge européen en 2009.
- ASM Clermont Auvergne
  - Vainqueur du Championnat de France en 2010 et 2017.
  - Vainqueur du Challenge européen en 2019.
  - Finaliste de la Coupe d'Europe en 2013, 2015 et 2017.
  - Finaliste du Championnat de France en 2015 et 2019.

### En équipe nationale
- Vainqueur du Tournoi des Six Nations (Grand Chelem) en 2010 avec l'Équipe de France.
- Finaliste de la Coupe du monde en 2011 avec l'Équipe de France.

#### Tournoi
| Édition          | Rang | Résultats équipe | Résultats M. Parra | Matchs M. Parra |
| ---------------- | ---- | ---------------- | ------------------ | --------------- |
| Six Nations 2008 | 3    | 3 v, 0 n, 2 d    | 2 v, 0 n, 1 d      | 3/5             |
| Six Nations 2009 | 3    | 3 v, 0 n, 2 d    | 3 v, 0 n, 2 d      | 5/5             |
| Six Nations 2010 | 1    | 5 v, 0 n, 0 d    | 5 v, 0 n, 0 d      | 5/5             |
| Six Nations 2011 | 2    | 3 v, 0 n, 2 d    | 3 v, 0 n, 2 d      | 5/5             |
| Six Nations 2012 | 4    | 2 v, 1 n, 2 d    | 2 v, 1 n, 2 d      | 5/5             |
| Six Nations 2013 | 6    | 1 v, 1 n, 3 d    | 1 v, 1 n, 3 d      | 5/5             |
| Six Nations 2015 | 4    | 2v, 0n, 3d       | 1v, 0n, 2d         | 3/5             |
| Six Nations 2019 | 4    | 2v, 0n, 3d       | 0 v,0 n,2 d        | 2/5             |

Légende : v = victoire ; n = match nul ; d = défaite ; la ligne est en gras quand il y a Grand Chelem.

#### Coupe du monde
| Édition               | Rang               | Résultats France | Résultats M. Parra | Matchs M. Parra |
| --------------------- | ------------------ | ---------------- | ------------------ | --------------- |
| Nouvelle-Zélande 2011 | Finaliste          | 4 v, 0 n, 3 d    | 4 v, 0 n, 3 d      | 7/7             |
| Angleterre 2015       | Quart de finaliste | 3 v, 0 n, 2 d    | 3 v, 0 n, 2 d      | 5/5             |

Légende : v = victoire ; n = match nul ; d = défaite.

### Distinctions personnelles

#### En club
- Nuit du rugby 2010 : Meilleur joueur du championnat de France en 2010
- Oscars du Midi olympique :  Oscar d'Or 2010
- Record de coups de pied réussis d'affilée en Top 14 : 48

#### En équipe nationale
- Meilleur réalisateur du Tournoi des Six Nations en 2010[Note 4]
- Troisième meilleur joueur du Tournoi des Six Nations en 2010[Note 1]

## Statistiques

### En club
Depuis 2006, Morgan Parra a disputé 84 matchs en compétition européenne de club (Challenge européen ou Coupe d'Europe) au cours desquels il a inscrit 586 points dont six essais. Il a notamment participé à onze Coupes d'Europe.

### En équipe nationale
Depuis 2008, Morgan Parra a disputé 71 matchs avec l'équipe de France au cours desquels il a inscrit 370 points. Il a notamment participé à huit Tournois des Six Nations (2008, 2009, 2010, 2011, 2012, 2013, 2015 et 2019), Ainsi qu'à deux coupes du monde.
| Numéro | Date              | Lieu                               | Adversaire | Compétition                  | Résultat | Score |
| ------ | ----------------- | ---------------------------------- | ---------- | ---------------------------- | -------- | ----- |
| 1      | 12 mars 2011      | Stade Olympique de Rome            | Italie     | Tournoi des Six Nations 2011 | Défaite  | 21-22 |
| 2      | 10 septembre 2011 | North Harbour Stadium, North Shore | Japon      | Coupe du monde 2011          | Victoire | 47-21 |
| 3      | 7 juin 2014       | Suncorp Stadium, Brisbane          | Australie  | Test-match                   | Défaite  | 23-50 |

### Records

#### Records personnels
Ces tableaux détaillent les records personnels de Morgan Parra au 23 octobre 2021.
| Type                                                      | Score | Compétition                                                                             | Lieu                                                                     | Date                        |
| --------------------------------------------------------- | ----- | --------------------------------------------------------------------------------------- | ------------------------------------------------------------------------ | --------------------------- |
| nombre de points en sélection nationale                   | 370   | Sélection nationale France-Nouvelle-Zélande                                             | Millennium Stadium (Cardiff - Pays-de-Galles)                            | 17 octobre 2015             |
| nombre de sélections nationales                           | 71    | Sélection nationale France-Nouvelle-Zélande                                             | Millennium Stadium (Cardiff - Pays-de-Galles)                            | 17 octobre 2015             |
| nombre de points en un match de sélection nationale       | 23    | Sélection nationale France-Canada                                                       | McLean Park (Napier (Nouvelle-Zélande) - Nouvelle-Zélande)               | 18 septembre 2011           |
| nombre de points en Tournoi des Six Nations               | 176   | Tournoi des Six Nations France-Pays de Galles                                           | Stade de France (Saint-Denis - France)                                   | 9 février 2013              |
| nombre de points dans un Tournoi des Six Nations          | 61    | Tournoi des Six Nations 2010 France-Angleterre                                          | Stade de France (Saint-Denis - France)                                   | 20 mars 2010                |
| nombre de points dans un match de Tournoi des Six Nations | 16    | Tournoi des Six Nations 2010 France-Italie ; Tournoi des Six Nations 2011 Italie-France | Stade de France (Saint-Denis - France) ; Stadio Flaminio (Rome - Italie) | 14 mars 2010 ; 12 mars 2011 |
| nombre de coups de pied réussis de rang en championnat    | 48    | Top 14                                                                                  | -                                                                        | 23 octobre 2021             |

## Style et popularité

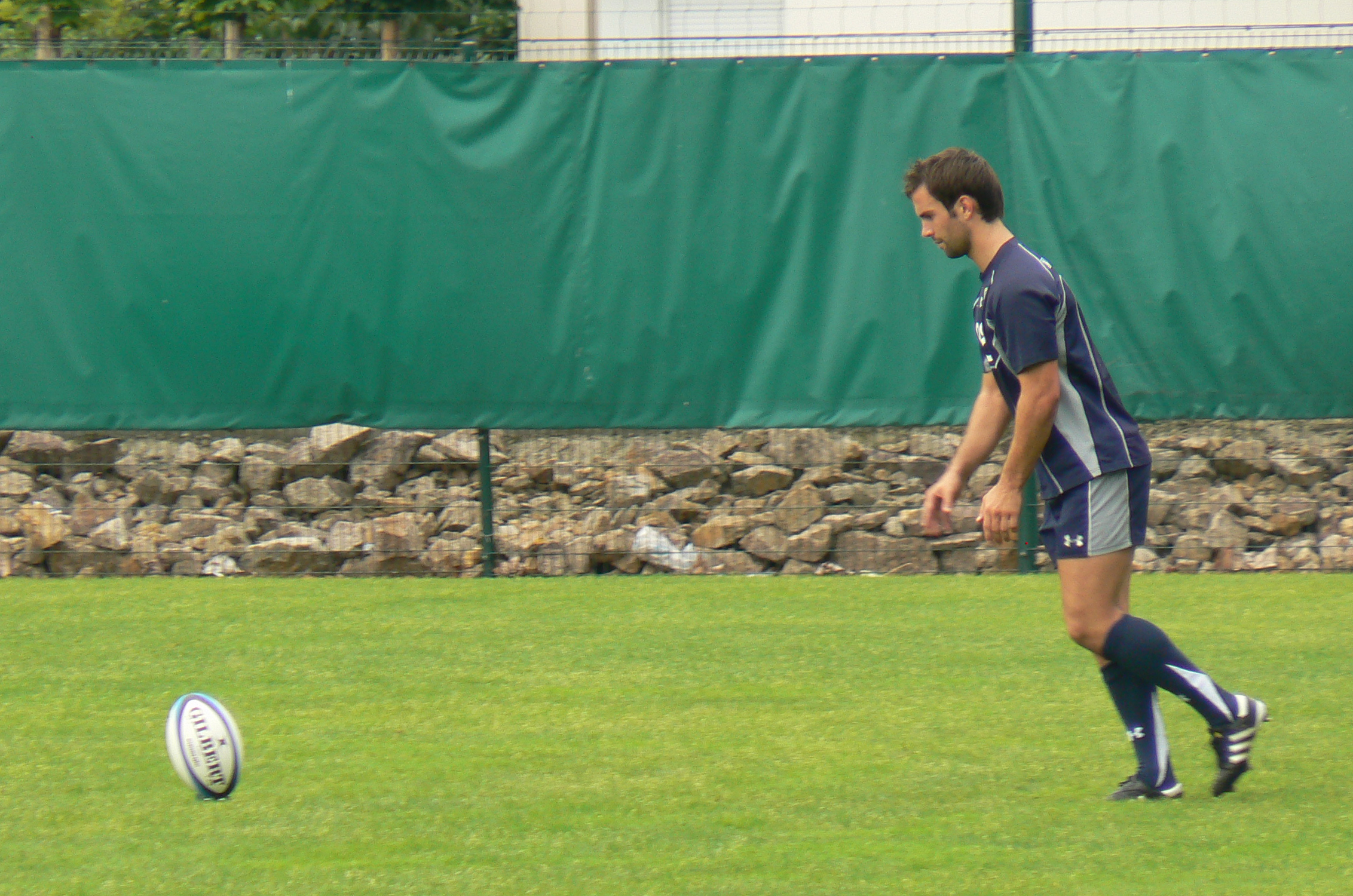
Morgan Parra s'entraîne avec l'ASM Clermont Auvergne le 23 août 2010

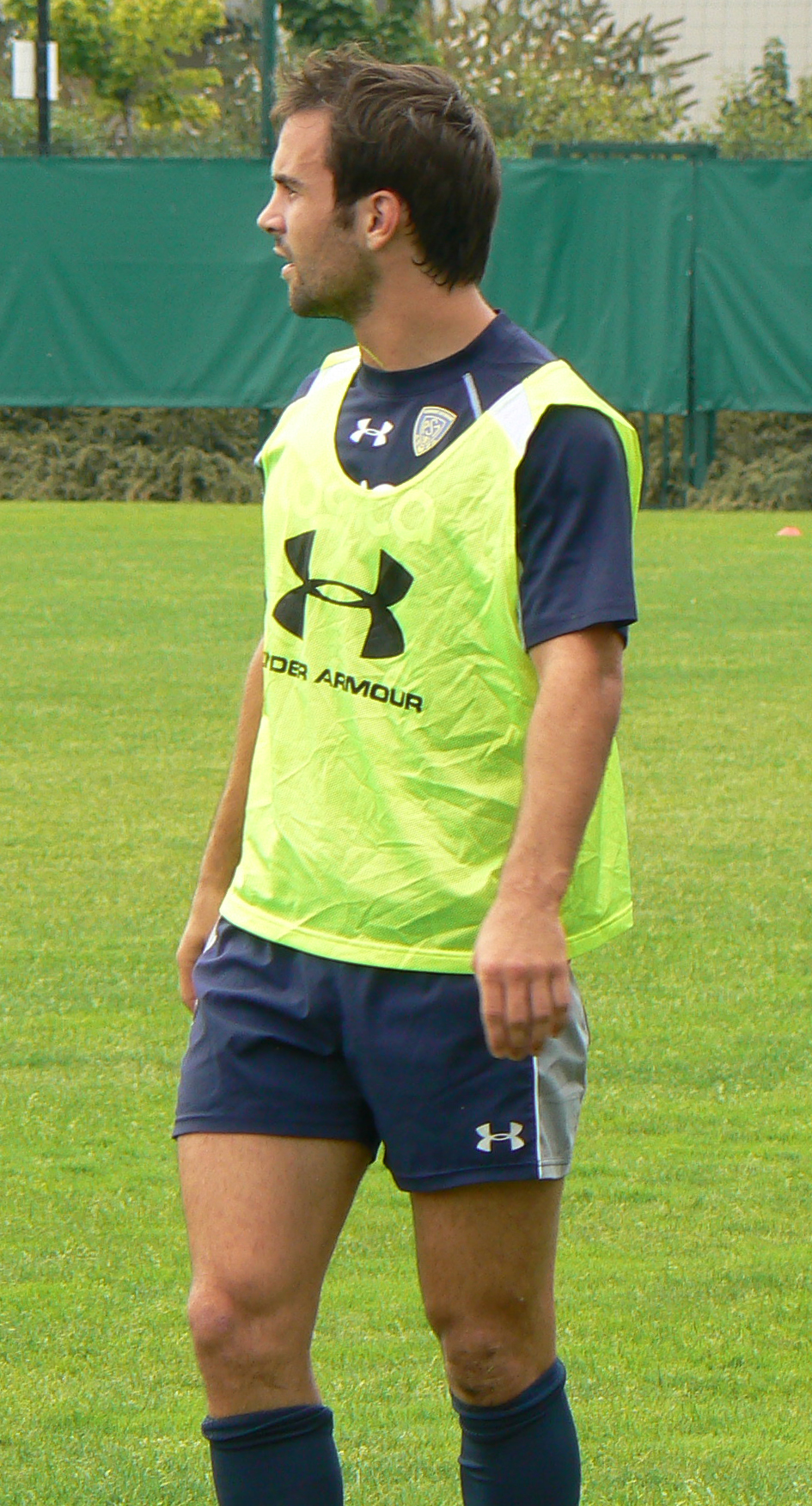
Morgan Parra s'entraîne avec l'ASM Clermont Auvergne le 23 août 2010

### Style
Morgan Parra possède une excellente vision du jeu et une grande vitesse d'exécution,. Techniquement performant, il est capable d'effectuer une passe précise des deux côtés. Alors qu'il est un joueur de gabarit moyen (1 mètre 80 pour 78 kilos), il fait preuve d'un grand courage en défense. Jusqu'en 2009, il est considéré comme un bon buteur même s'il étrenne peu son coup de pied en club, la tâche étant laissée au spécialiste local (Benjamin Boyet au CSBJ puis Brock Jamesà l'ASM). C'est depuis 2010 qu'il est considéré comme un buteur d'exception. Lors du Tournoi des Six Nations 2010, son coup de pied gauche est indispensable au XV de France. Il termine meilleur réalisateur de la compétition à égalité avec le Gallois Stephen Jones contribuant ainsi grandement à la réalisation du Grand Chelem. La même année, il achève la phase régulière du championnat de France avec un taux exceptionnel de 43 réussites sur 49 coups de pied tentés.

### Reconnaissance et popularité
Depuis le Tournoi des Six Nations 2009, Morgan Parra monte progressivement dans l'estime médiatique et populaire. En 2009, son transfert du CS Bourgoin-Jallieu à l'ASM Clermont Auvergne est amplement suivi par la presse et il compte déjà de nombreux admirateurs auvergnats avant même ses premiers matchs sous le maillot jaune et bleu. En réalisant le Grand Chelem en 2010, sa notoriété grandissante le fait devenir le petit chouchou des médias et du public. Il est alors en nomination pour le titre de meilleur joueur du Tournoi mais termine finalement troisième derrière l'Irlandais Tommy Bowe et son coéquipier du XV de France Imanol Harinordoquy,.

### Capitanat
En 2007, Morgan Parra est le capitaine de l'équipe de France des moins de 19 ans. Il porte à nouveau le brassard l'année suivante avec l'équipe de France junior lors du championnat du monde 2008. Une blessure contractée à la main lors du second match de poule l'empêche de mener les Bleuets jusqu'au bout de la compétition. Privée de son capitaine, la France est éliminée en poule.

### Polyvalence
Formé au poste de demi d'ouverture, c'est au pôle espoirs de Dijon que Morgan Parra s'affirme en tant que demi de mêlée. Depuis, il est essentiellement utilisé à ce poste même s'il est parfois exceptionnellement sollicité à l'ouverture à Bourgoin ou en équipe de France,. Il dispute d'ailleurs la majeure partie de la Coupe du monde de rugby à XV 2011 à ce poste.